# اسکربس
اِسکرِبِس (انگلیسی: Scribus) یک برنامهٔ نشر رومیزی ست، تحت پروانه عمومی همگانی گنو و به عنوان نرم‌افزار آزاد منتشر می‌شود. این برنامه برپایهٔ کیوت است و در سیستم‌عامل‌های لینوکس، ویندوز، اواس ده، هایکو، اواس/۲ و سیستم‌عامل‌های شبه یونیکسی در دسترس است.
اسکربس معمولاً برای طراحی مجله، روزنامه، خبرنامه، کتاب و پوستر استفاده می‌شود.